# Clypeobarbus pleuropholis
Clypeobarbus pleuropholis es una especie de peces de la familia Cyprinidae, orden Cypriniformes.
Son peces dulceacuícolas del lago Chad y río Congo que pueden llegar alcanzar los 3,3 cm de longitud total.